# Copa Sudamericana 2006
V Copa Sudamericana 2006

## 1/16 finału
Bez gry do 1/8 finału awansowały:  CA Boca Juniors (obrońca tytułu),  CA River Plate,  Gimnasia y Esgrima La Plata,  Deportivo Toluca,  CF Pachuca i  LD Alajuelense

### Sekcja 1 (Argentyna)
CA San Lorenzo de Almagro –  CA Banfield 2:1 i 0:0 (mecze 22.08 i 12.09)
1. 1:0 Roberto Jiménez 24, 2:0 Adrián González 33k – 2:1 Angel Morales 78
2. 0:0

 CA Lanús –  CA Vélez Sarsfield 2:0 i 1:0 (mecze 30.08 and 20.09)
1. 1:0 Rodrigo Archubi 47, 2:0 Rodrigo Archubi 82
2. 1:0 Rodrigo Archubi 63

### Sekcja 2 (Brazylia)
CR Vasco da Gama –  SC Corinthians Paulista 0:1 i 1:3 (mecze 06.09 i 13.09)
1. 0:1 Gustavo Nery 49
2. 0:1 Amoroso 5, 0:2 Rafael Moura 27, 1:2 Diego 32, 1:3 Magrao 42

 Santos FC –  Cruzeiro EC 1:0 i 0:1, karne 4:3 (mecze 06.09 i 13.09, pierwszy mecz na stadionie klubu  SC Corinthians Paulista)
1. 1:0 André 81
2. 0:1 Wagner 51

 Paraná Clube –  Athletico Paranaense 1:3 i 0:1 (mecze 06.09 i 13.09)
1. 1:0 Cristiano 4 1:1 Cristián 7, 1:2 Marco Aurelio 25, 1:3 David Ferreira 66
2. 0:1 Denis Marques 77

 Botafogo FR –  Fluminense FC 1:1 i 1:1, karne 2:4 (mecze 07.09 i 14.09)
1. 0:1 Arouca 30, 1:1 Reinaldo 62
2. 1:0 Julio César 35, 1:1 Marcao 90+3

### Sekcja 3Chile,Peru
Pierwsza faza:

 CD Huachipato –  CSD Colo-Colo 1:2 i 2:1, karne 3:5 (mecze 24.08 i 31.08, drugi mecz w Concepción)
1. 1:0 Diego Ruiz 22 1:1 Matías Fernández 32, 1:2 Gonzalo Fierro 75k
2. 0:1 Matías Fernández 9, 1:1 Patricio Peralta 46, 2:1 Diego Ruiz 48

 Coronel Bolognesi –  CD Universidad San Martín de Porres 1:0 i 2:3 (mecze 24.08 i 31.08)
1. 1:0 Johan Fano 71
2. 0:1 Fernando del Solar 12, 1:1 Johan Vásquez 38, 1:2 Fernando del Solar 41, 2:2 Johan Fano 59, 2:3 Oscar Villarreal 69

Druga faza:

 Coronel Bolognesi –  CSD Colo-Colo 2:1 i 0:1 (mecze 12.09 i 19.09)
1. 0:1 José Luis Jérez 51, 1:1 Johan Fano 62, 2:1 Mazakatsu Sawa 80
2. 0:1 Arturo Vidal 45

### Sekcja 4 (Boliwia,Ekwador)
Pierwsza faza:

 LDU Quito –  CD El Nacional 2:3 i 1:1 (mecze 22.08 i 30.08)
1. 0:1 Renán Calle 44, 0:2 Ebelio Ordóńez 45, 1:2 Agustín Delgado 53, 2:2 Moisés Candelario 76 2:3 Pavel Caicedo 81
2. 1:0 Moisés Candelario 21, 1:1 Ebelio Ordóńez 49

 Universitario de Sucre –  Club Bolívar 2:2 i 3:2 (mecze 24.08 i 31.08)
1. 0:1 Limberg Gutiérrez 30, 1:1 José Marcelo Gómez 31, 2:1 José Marcelo Gómez 45, 2:2 Limberg Gutiérrez 57
2. 0:1 Lionel Reyes 1, 1:1 Juan Salaberry 23, 2:1 Juan Salaberry 45, 3:1 Marcelo Gómez 78, 3:2 Limberg Gutiérrez 88k

Druga faza:

 Universitario de Sucre –  CD El Nacional 1:3 i 1:2
1. 0:1 Pavel Caicedo 9, 0:2 Pavel Caicedo 17, 0:3 David Quiroz 72, 1:3 Antonio Palacios 79
2. 0:1 Ebelio Ordońez 8, 1:1 Juan Salaberry 35, 1:2 Danny Vera 80

### Sekcja 5 (Paragwaj,Urugwaj)
Pierwsza faza:

 Central Español –  Club Nacional de Football 0:1 i 0:0 (mecze 23.08 i 29.08)
1. 0:1 Sebastián Vázquez 61
2. 0:0

 Club Libertad –  Cerro Porteño 3:1 i 1:0 (mecze 23.08 i 29.08)
1. 1:0 Pablo Guińazú 45, 2:0 Nelson Cabrera 50s, 2:1 Alejandro Da Silva 63, 3:1 Rodrigo López 86
2. 1:0 Rodrigo López 79

Druga faza:

 Club Libertad –  Club Nacional de Football 1:2 i 1:2 (mecze 05.09 i 19.09)
1. 1:0 Juan Samudio 14, 1:1 Marcelo Tejera 46, 1:2 Jorge Martínez 79
2. 0:1 José Luis Garcés 36, 1:1 Carlos Bonet 65, 1:2 Gonzalo Castro 86

### Sekcja 6 (Kolumbia,Wenezuela)
Pierwsza faza:

 Mineros de Guayana –  Carabobo FC 3:0 i 3:1 (mecze 22.08 i 30.08, pierwszy mecz w Caracas)
1. 1:0 Guillermo Santo 7, 2:0 Juan García 36, 3:0 Charles Souza 38
2. 1:0 Juan García 13, 2:0 Guillermo Santo 45, 3:0 Juan García 50, 3:1 Daniel Arismendi 87

 Deportes Tolima –  Independiente Medellín 3:1 i 1:1 (mecze 23.08 i 29.08)
1. 1:0 Juan Carlos Escobar 19, 1:1 Mauricio Molina 42, 2:1 John Charría 66, 3:1 Darwin Quintero 68
2. 1:0 José Mera 11s, 1:1 Eduardo Domínguez 84

Druga faza:

 Deportes Tolima –  Mineros de Guayana 0:0 i 2:2 (mecze 05.09 i 21.09)
1. 0:0
2. 0:1 Charles Souza 9, 1:1 John Charria 12, 1:2 Hilario Cuenu 23s, 2:2 Darwin Quintero 36

## 1/8 finału
Deportes Tolima –  CF Pachuca 2:1 i 1:5 (mecze 26.09 i 10.10)
1. 1:0 John Charria 2, 1:1 Gabriel Caballero 34, 2:1 Dumar Rueda 62
2. 0:1 Paul Aguilar 11, 0:2 Juan Carlos Cacho 46, 0:3 Aquivaldo Mosquera 61, 1:3 Cesar Rivas 63, 1:4 Andrés Chitiva 80, 1:5 Marvín Cabrera 84

 Deportivo Toluca –  CD El Nacional 1:0 i 2:0 (mecze 26.09 i 10.10)
1. 1:0 Carlos Esquivel 71
2. 1:0 Zinha 20, 2:0 Vicente Sánchez 35

 SC Corinthians Paulista –  CA Lanús 0:0 i 2:4 (mecze 27.09 i 11.10)
1. 0:0
2. 1:0 Nadson 1, 1:1 Mauricio Romero 16, 1:2 Maximiliano Velásquez 17, 1:3 Marcos Aguirre 36, 2:3 Marinho 55, 2:4 Rodrigo Archubi 74

 CA San Lorenzo de Almagro –  Santos FC 3:0 i 0:1 (mecze 27.09 i 11.10)
1. 1:0 Adrián González 7, 2:0 Roberto Jiménez 59, 3:0 Ezsquiel Lavezzi 67
2. 0:1 Wellington Paulista 37

 CA River Plate –  Athletico Paranaense 0:1 i 2:2 (mecze 27.09 i 12.10)
1. 0:1 Marcos Aurélio 26
2. 0:1 Jancarlos 40, 1:1 Marcelo Gallardo 51k, 1:2 Jancarlos 83, 2:2 Danilo Gerlo 86

 Fluminense FC –  Gimnasia y Esgrima La Plata 1:1 i 0:2 (mecze 28.09 i 11.10)
1. 0:1 Diego Herner 83, 1:1 Pitbull 89
2. 0:1 Tuta 45s, 0:2 Santiago Silva 65

 Club Nacional de Football –  CA Boca Juniors 2:1 i 1:2, karne 3:1 (mecze 28.09 i 12.10, drugi mecz w Salta)
1. 1:0 Marcelo Tejera 19, 2:0 Diego Alonso 21, 2:1 Rodrigo Palacio 45
2. 1:0 Diego Perrone 15, 1:1 Rodrigo Palacio 55, 1:2 Nicolás Bertolo 83

 LD Alajuelense –  CSD Colo-Colo 0:4 i 2:7 (mecze 04.10 i 10.10)
1. 0:1 Matías Fernández 36, 0:2 José Luis Jerez 65, 0:3 Humberto Suazo 67, 0:4 Matías Fernández 80k
2. 0:1 Humberto Suazo 3, 1:1 Rolando Fonseca 9, 1:2 Humberto Suazo, 1:3 Arturo Vidal 16, 2:3 Rolando Fonseca 33, 2:4 Arturo Vidal 46, 2:5 Alexis Sánchez 63, 2:6 Matías Fernández 80, 2:7 Miguel Aceval 86

## 1/4 finału
CA Lanús –  CF Pachuca 0:3 i 2:2 (mecze 18.10 i 31.10)
1. 0:1 Juan Carlos Cacho 16, 0:2Christian Giménez 79, 0:3 Juan Carlos Cacho 89
2. 1:0 Diego Valeri 55, 1:1 Christian Giménez 58, 2:1 Claudio Graf 62, 2:2 Damián Alvarez 90+3

 Club Nacional de Football –  Athletico Paranaense 1:2 i 1:4 (mecze 19.10 i 25.10)
1. 1:0 Diego Alonso 55, 1:1 Pedro Oldoni 74, 1:2 Marcos Aurélio 89k
2. 0:1 Joao Leonardo 28, 0:2 Denis Marques 39, 1:2 Jorge Brítez 50, 1:3 Marcos Aurelio 66, 1:4 Danilo 69

 CSD Colo-Colo –  Gimnasia y Esgrima La Plata 4:1 i 2:0 (mecze 19.10 i 26.10)
1. 1:0 Matías Fernández 23k, 1:1 Matías Escobar 38, 2:1 Humberto Suazo 46, 3:1 Humberto Suazo 66, 4:1 Humberto Suazo 75 (mecz przerwany w 86 minucie gdy piłkarz  Gimnasia y Esgrima La Plata Nicolás Cabrera został uderzony przedmiotem z trybun – wynik zachowano)
2. 1:0 Humberto Suazo 47k, 2:0 Gonzalo Fierro 79

 CA San Lorenzo de Almagro –  Deportivo Toluca 3:1 i 0:2 (mecze 25.10 i 01.11)
1. 1:0 Pablo Quatrocchi 17, 2:0 Andrés Silvera 50, 3:0 Andrés Silvera 56, 3:1 Bruno Marioni 74
2. 0:1 Carlos Morales 5, 0:2 Paulo Da Silva 69

## 1/2 finału
Athletico Paranaense –  CF Pachuca 0:1 i 1:4 (mecze 15.11 i 22.11)
1. 0:1 Damián Alvarez 85
2. 1:0 David Ferreira 41, 1:1 Christian Giménez 57, 1:2 Christian Giménez 63, 1:3 Damián Alvarez 75, 1:4 Juan Carlos Cacho 80

 CSD Colo-Colo –  Deportivo Toluca 2:1 i 2:0 (mecze 16.11 i 21.11)
1. 1:0 Humberto Suazo 11k, 1:1 Miguel Riffo 24s, 2:1 Matías Fernández 32 k
2. 1:0 Matías Fernández 14, 2:0 Matías Fernández 58

## Finał
CF Pachuca –  CSD Colo-Colo 1:1 i 2:1
30 listopada 2006 Pachuca Estadio Hidalgo (?)

 CF Pachuca –  CSD Colo-Colo 1:1 (1:0)

Sędzia: Roberto Silvera (Urugwaj) (Pablo Fandiño, Edgardo Acosta)

Barmki: 1:0  Andrés Chitiva 27, 1:1 Humberto Suazo 50

Club de Fútbol Pachuca: Miguel Calero – Fernando Salazar, Leobardo López (71 Roberto Saucedo), Aquivaldo Mosquera, Fausto Pinto, Paul Aguilar (46 Carlos Rodríguez), Jaime Correa, Gabriel Caballero (58 Damián Álvarez), Andrés Chitiva, Christian Giménez, Juan Carlos Cacho. Trener: Enrique Meza.

Club Social y Deportivo Colo-Colo: Christian Cejas – Miguel Riffo, David Henríquez, Arturo Vidal, Alvaro Ormeño (78 Moisés Villarroel), Rodrigo Meléndez, Arturo Sanhueza, Gonzalo Fierro (88 Luis Mena), Matías Fernández, Alexis Sánchez (60 Andrés González), Humberto Suazo. Trener: Claudio Borghi
13 grudnia 2006 Santiago Estadio Nacional (70000)

 CSD Colo-Colo –  CF Pachuca 1:2 (1:0)

Sędzia: Héctor Baldassi (Argentyna) (Claudio Rossi, Ricardo Casas)

Bramki: 1:0 Humberto Suazo 35, 1:1 Gabriel Caballero 53, 1:2 Christian Giménez 72

Club Social y Deportivo Colo-Colo: Christian Cejas – Miguel Riffo, Arturo Vidal, David Henríquez, Alvaro Ormeño (79 Mario Cáceres), Rodrigo Meléndez (86 Andrés González), Arturo Sanhueza, Gonzalo Fierro, Matías Fernández, Humberto Suazo, Alexis Sánchez (83 Miguel Caneo). Trener: Claudio Borghi

Club de Fútbol Pachuca: Miguel Calero – Leobardo López, Aquivaldo Mosquera, Fausto Pinto, Marvin Cabrera – Fernando Salazar (46 Damián Álvarez), Jaime Correa, Gabriel Caballero, Andrés Chitiva – Christian Giménez (83 Juan Alfaro), Juan Carlos Cacho (46 Carlos Rodríguez). Trener: Enrique Meza.